# Federico Coria
Federico Coria (n. 9 martie 1992, Rosario, Provincia Santa Fe, Argentina) este un jucător profesionist argentinian de tenis. Cea mai bună clasare a sa la simplu este locul 49 mondial, în februarie 2023, iar la dublu locul 238 mondial, în noiembrie 2021. Coria a câștigat șase titluri ATP Challenger la simplu și un titlu la dublu.